# Tepčija

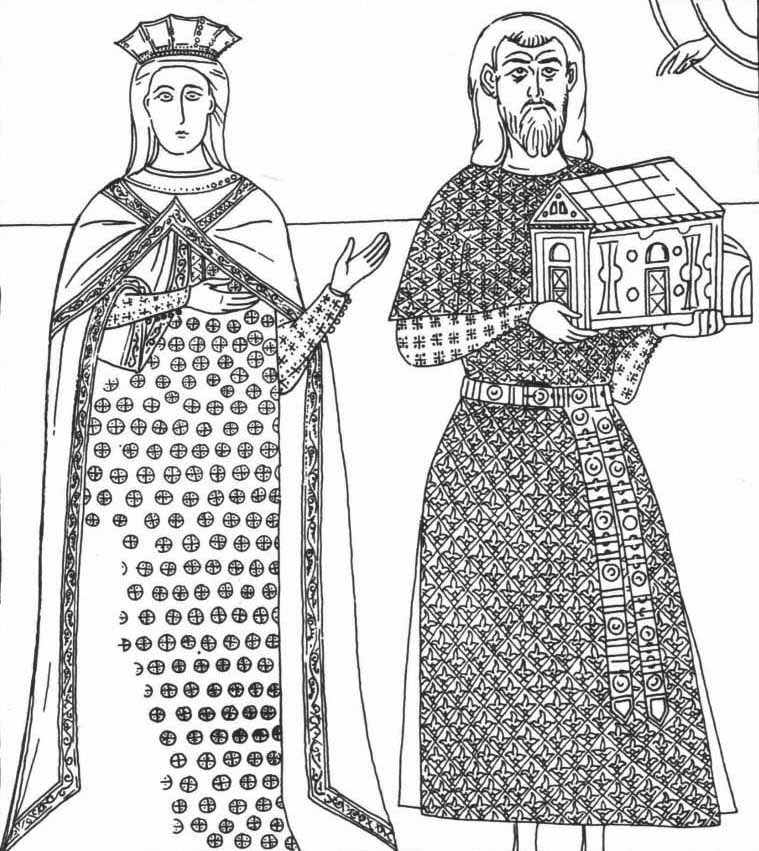
Tepčija Gradislav y su esposa, el monasterio de Treskavac.

Tepčija, en  idioma cirílico serbio тепчија, fue un  título judicial de Croacia, Serbia y Bosnia en la Edad Media. Las funciones y la posición en la corte no están claras. Se mencionó por primera vez en Croacia en la segunda mitad del siglo XI, y más tarde en Serbia en la primera mitad del siglo XIII, y en Bosnia durante los  siglos XIII y  XIV. El poseedor del título se ocupaba de las propiedades feudales del país. Había dos o tres niveles en el título, el veliki tepčija —grande—, tepčija y mali tepčija —más bajo—. Veliki tepčija se ocupaba de las propiedades reales. Tepčija tenía una oficina similar a la de los kaznac, y se ocupaba de todas las propiedades feudales importantes, excepto las que pertenecían a la Corte. Tepčija tenía autoridades ejecutivas. Sus sirvientes se llamaban otroci, en singular otrok.
La jerarquía de la corte serbia en la época del rey  Stefan Milutin (r. 1282-1321) era la siguiente: stavilac, čelnik, kaznac, tepčija y vojvoda, el título supremo. En las crisobolas Dečani del rey  Stefan Dečanski (r. 1321-31), los dignatarios de la corte presentes en la «asamblea Dečani» eran los kaznac, tepčija, vojvoda, sluga y stavilac.

## Lista
Serbia
- Obrad (fl. 1230s), veliki tepčija, sirvió a Stefan Vladislav.[1]
- Dobravac (fl. 1280), sirvió a la condesa de Hum.[2]
- Kuzma (fl. 1306), sirvió a Stefan Milutin.[3]
- Hardomil, sirvió a Stefan Milutin.[4]
- Vladoje (fl. 1326), sirvió a Stefan Dečanski.[3]
- Mišljen (fl. 1330), veliki tepčija, sirvió a Stefan Dečanski.[3]
- Gradislav (fl. 1337–45), sirvió a Stefan Dušan.[4]
- Stepko Čihorić (fl. 1340s), sirvió a Stefan Dušan.[5]

Bosnia
- Radonja (fl. 1240), sirvió a Matej Ninoslav
- Vučin
- Rados(l)av (fl. 1326–29), sirvió a Dabiša.
- Milat (fl. 1359), sirvió a Tvrtko in Hum.
- Batalo (fl. 1391–1404), señor de la župa país de Lašva
- Sladoje

## Lectura adicional
- Blagojević, M. (1976). «Тепчије у средњовековној Србији, Босни и Хрватској». Istorijski glasnik. 1-2: 7-47.

- Datos: Q7701409